# Christian Niemiec
Pour les articles homonymes, voir Niemiec.
Christian Niemiec est un romancier français né le 8 décembre 1964 à Dijon. Co-auteur avec Ludovic Manchette de trois romans, il est aussi traducteur de dialogues de films, essentiellement américains. Il partage sa vie entre Paris et la Bretagne.

## Biographie
Christian Niemiec naît en 1964 à Dijon. En 1999, après avoir été assistant de directeur de casting, puis agent de mannequins et journaliste, il commence à travailler dans le milieu du doublage en tant qu’adaptateur-traducteur de dialogues de séries et de films. En 2007, il rencontre Ludovic Manchette au sein d’une société de doublage. Leur complicité est immédiate. Ils travaillent tous deux, mais chacun de leur côté, sur les versions françaises des mangas Naruto Shippuden et One Piece. Puis les deux hommes collaborent et signent ensemble, entre autres, les versions françaises des séries L'Enfer du Pacifique et Lucifer et des films Jane Eyre, Scream ou encore Dune.
En 2014, Ludovic Manchette et Christian Niemiec entament, à quatre mains, l'écriture de leur premier roman Alabama 1963 qui sera publié au Cherche Midi à la rentrée littéraire 2020. En 2022 sort le deuxième roman du tandem, America[s]. En 2024 sort le troisième Manchette-Niemiec, À l'ombre de Winnicott, toujours au Cherche Midi.

## Romans
co-écrits avec Ludovic Manchette :
- Alabama 1963. Paris : Le Cherche Midi, 08/2020, 384 p.  (ISBN 978-2-7491-6591-2). Rééd. Paris : Pocket no 18266, 10/2021, 352 p.  (ISBN 978-2-266-31474-9)
- America[s]. Paris : Le Cherche Midi, 03/2022, 284 p.  (ISBN 978-2-7491-7331-3). Rééd. Paris : Pocket no 18829, 03/2023, 304 p.  (ISBN 978-2-266-32933-0)
- À l'ombre de Winnicott. Paris : Le Cherche Midi, 08/2024, 504 p.  (ISBN 978-2-7491-7992-6)

## Travail pour des films et séries télévisées
NB : travail de doublage de Christian Niemiec en solo.
Pour les doublages en duo avec Christian Niemiec, voir Manchette-Niemiec#Filmographie.

### Adaptations françaises des dialogues
Séries
- 2005 : Drake & Josh, sitcom américaine créée par Dan Schneider.
- 2005 : Arrested Development, série télévisée américaine créée par Mitchell Hurwitz. Adaptation des saisons 1 à 3[3].
- 2005 : Zoé (Zoey 101, 2005), série télévisée américaine créée par Dan Schneider. Adaptation des saisons 3 et 4.
- 2006 : Earl (My Name Is Earl, 2005) , série télévisée américaine créée par Gregory Thomas Garcia.
- 2006 : The Inside : Dans la tête des tueurs (The Inside, 2005), série télévisée américaine créée par Howard Gordon et Tim Minear. Adaptation avec Cécile Favre.
- 2006 : Pacific Homicide (White Collar Blue, 2002), série télévisée australienne créée par Steve Knapman et Kris Wyld.
- 2008 : Les Lectures d'une blonde (Staked, 2005), série télévisée américaine créée par Steven Levitan. Adaptation avec Hélène Castets.
- 2009 : Jordan (Just Jordan, 2007), sitcom américaine créée par Alison Taylor.

Films
- 2006 : Le Vieux Jardin (Oraedoen jeongwon), film sud-coréen réalisé par Im Sang-soo.
- 2006 : Je suis un cyborg (Ssaibogeujiman gwaenchanha), film sud-coréen réalisé par Park Chan-wook.
- 2007 : Le Pensionnat (Dek hor), film thaïlandais réalisé par Songyos Sugmakanan.
- 2008 : Rec, film espagnol co-réalisé par Paco Plaza et Jaume Balagueró.

Animes
- 1997 : Arthur, série télévisée d'animation américano-canadienne, basée sur Les Aventures d'Arthur de Marc Brown, réalisée par Greg Bailey.
- 1999 : Hunter X Hunter, anime japonais réalisé par Kazuhiro Furuhashi.
- 1999 : Vision d'Escaflowne (Tenku No Escaflowne, 1996), anime japonais réalisé par Kazuki Akane.
- 1999 : Sakura, Chasseuse de Cartes (Card Captor Sakura, 1998), anime japonais réalisé par Morio Asaka.
- 2000 : Futurama, série télévisée d'animation américaine créée par Matt Groening. Adaptation des saisons 4 à 7[4].
- 2001 : The Big O, anime japonais réalisé par Kazuyoshi Katayama.
- 2005 : Wolf's Rain, anime japonais réalisé par Tensai Okamura.

### Dialogues
- 2000 : Wheel Squad, série télévisée d'animation française créée par Olivier Dehors, réalisée par Jean-François Galataud et Frédéric Trouillot.